# 空間認識能力
空間認識能力（くうかんにんしきのうりょく）とは、物体の位置・方向・姿勢・大きさ・形状・間隔など、物体が三次元空間に占めている状態や関係を、すばやく正確に把握、認識する能力のこと。空間認知（くうかんにんち、英: spatial perception、独: Raumwahrnehmung）、空間識（くうかんしき）、空間知覚（くうかんちかく）の能力をいう。

## 解説
球技等で狙った場所にボールを当てることや、飛んでくるボールを掴むこと、もしくは2次元に描写された地図を見て、その地形の構造を把握する能力、これが空間認識能力に当たる。
生物が生きていくのに必要な、外敵から身を守ったり、獲物を捕らえたり、迫り来る危険の度合いを測定することにも関連する。このため男女間でも空間認識能力に差が生じていることが認められている。
空間認識能力は、視覚・聴覚など複数の感覚器の協力で成立し、右脳によってコントロールされる。
空間認知には、地域性も影響することが言語からもわかる。例えば山という単語はドイツ語は複数形、日本語では単数形で捉えられる。これはアルプスなどの山脈地域が多い欧州の地形と、富士山のように一つの大きな山を指す場合で異なるためとされる。

## 空間認識能力を高める方法
三次元空間に存在する自分と自分に相対する物品の中で過ごすことにより空間認識能力は向上していくことが分かっている。
子供の頃なら、野山や野原で遊ぶことで空間認識能力は自然に身に付くが、現代の子供が野山や野原で遊ぶことは少なくなっている。そのため、空間認識能力を高めるには、屋内で可能なトレーニングを行う必要がある。
空間認識能力は目を開けている状態よりも閉じている状態の方が活発に稼働する為、目の前に置いてある物を取るなどの日常の中で何気なく行なっている作業を、両目を閉じて直観を働かせて行なうだけで、空間認識能力は鍛えられる。
航空機のパイロットには高い空間認識能力が求められる。また操縦訓練や普段の飛行でも能力が向上するためロボットアームの操作などにも応用が利くという。